# پایگاه هوایی اولنیا
پایگاه هوایی اولنیا (به انگلیسی: Olenya (air base)) یک فرودگاه نظامی است که یک باند فرود بتن دارد و طول باند آن ۳۵۰۰ متر است. این فرودگاه در کشور روسیه قرار دارد و در ارتفاع ۲۱۴ متری از سطح دریا واقع شده است.